# Tetraulax lateralis
Tetraulax lateralis là một loài bọ cánh cứng trong họ Cerambycidae.